# Флеровский, Иван Петрович
Иван Петрович Флеровский (19 января 1888, Катунки — 9 ноября 1959, Москва) — российский революционный деятель и журналист, редактор.

## Биография
Участник революции 1905—1907 годов. Член РСДРП с 1905 года. Закончил учительскую семинарию в 1907, работал учителем в Сормовском районе и сотрудничал с демократическими журналами. Был в ссылке в Архангельской, затем через несколько лет в Иркутской губернии (1915), вернулся после Февральской революции.
В 1917 году между двумя русскими революциями работал в Кронштадтском комитете РСДРП(б) и Президиуме Совета, был членом Петроградского совета, членом ВЦИК 1-го созыва. Был делегатом 6-го съезда РСДРП (б). Во время Октябрьской революции — член Петроградского ВРК.
Занимал пост главного комиссара Балтийского флота. Затем работал в Саратове и одновременно редактировал «Саратовские известия». Делегат 9-го съезда РКП(б) (1920). В 20-30-е годы на административно-хозяйственной работе, редактор нескольких советских газет и журналов, заведующий отделом ТАСС. В этот период он дружил с Есениным и даже покупал у него стихи. Проживал в Москве в знаменитом Доме на набережной.
С 1952 года до смерти — персональный пенсионер. Умер в Москве, похоронен в Кронштадте.

## Сочинения
- В. Володарский. — [М.] : Гос. изд-во, 1922. — 22 с. : портр.
- Мировая война. — 2-е изд. — Москва ; Ленинград : Гос. изд-во, 1925. — 64 с.
- Первая народная революция в России. — М.: Моск. рабочий, 1955. — 107 с.
- Большевики в июльские дни. — М.: Госполитиздат, 1957. — 32 с. : ил.
- Большевистский Кронштадт в 1917 году : (По личным воспоминаниям). — Л.: Лениздат, 1957. — 114 с. : ил.